# Сквер Муслима Магомаева (Москва)
Сквер Муслима Магомаева — небольшой благоустроенный сквер в центре Москвы, между Большой Никитской и Тверской улицей, обрамлённый Леонтьевским, Вознесенским и Елисеевским переулками, в Пресненском районе ЦАО.

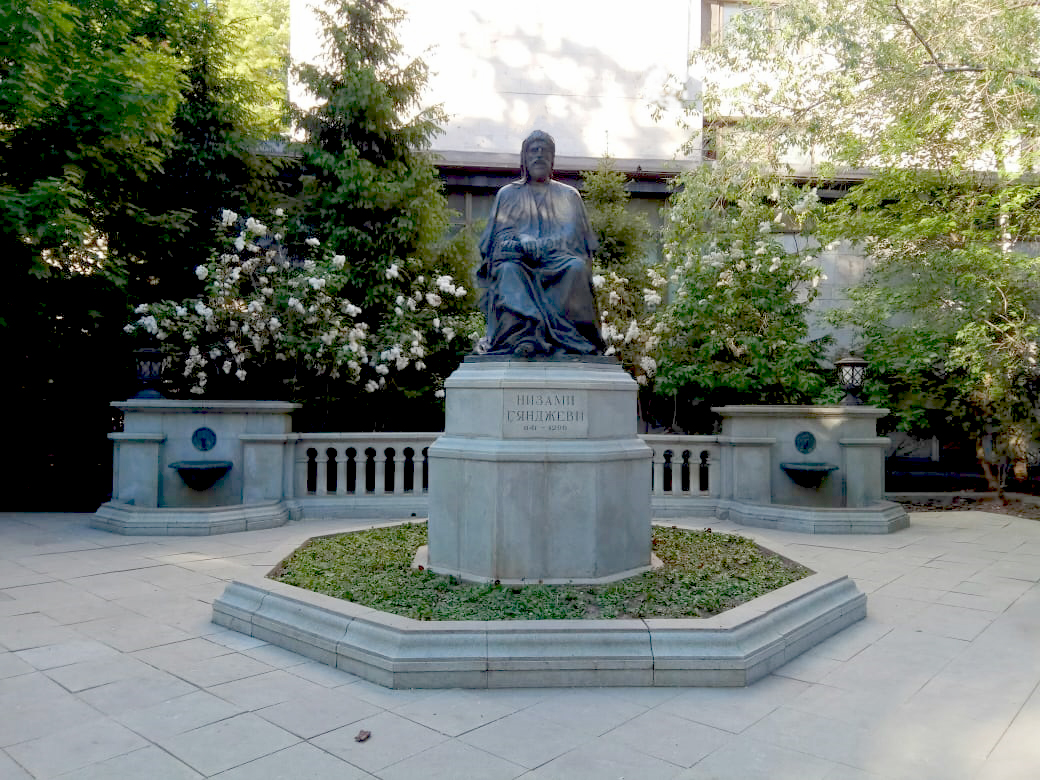
Памятник Низами

Сквер непосредственно примыкает к зданию посольства Азербайджана в России, поэтому постепенно приобрел азербайджанскую культурную тематику. 
Сначала, в 1991 году, в нём был установлен памятник Низами Гянджеви — средневековому персоязычному поэту, происходившему из города Гянджа, который ныне входит в состав Азербайджана. Между Ираном и Азербайджаном в настоящее время существует спор о культурно-этнической принадлежности поэта (см. азербайджанизация Низами). Памятник поэту, установленный как подарок Азербайджана Москве в непосредственной близости от азербайджанского посольства, можно рассматривать как следствие этого спора.
Выразительная, отлитая из бронзы фигура поэта, восседающего с книгой в руках в традиционных, необычных для московского монумента, восточных одеждах, на средневысоком постаменте сложной формы, быстро стала художественной доминантой сквера, тогда ещё безымянного. 
Для дополнительного украшения позади памятника возведена каменная балюстрада, которую украшает каменный же фонтан, оформленный в русле старинной традиции оформления родников и водозаборных фонтанов на Кавказе (а также в Крыму). 
В 2011 году к памятнику Низами добавился другой монумент — на углу сквера, выходящем к пересечению Вознесенского и Елисеевского переулков,  вознеслась на стройном, овальном в сечении постаменте бронзовая статуя певца и композитора Муслима Магомаева, народного артиста СССР, одного из наиболее титулованных и часто упоминаемых оперных и эстрадных артистов Советского Союза и России, по национальности азербайджанца. 
Памятник Муслиму Магомаеву, созданный скульптором Александром Рукавишниковым и архитектором Игорем Воскресенским, благодаря высокому пьедесталу и решительной позе певца словно летит над тихим перекрёстком. 
В 2018 году решением правительства Москвы скверу было присвоено имя Муслима Магомаева.
По периметру сквер обрамлён невысокой решеткой на каменном парапете, в котором также имеется несколько скамеек.
Поблизости, в соседнем Брюсовом переулке, расположен сквер Мстислава Ростроповича.
В 2018 году сквер Муслима Магомаева появился также и в Киеве.